# Obernaglbach
Obernaglbach ist ein Gemeindeteil von Kirchberg im Wald im niederbayerischen Landkreis Regen.

## Lage
Das Dorf liegt im Bayerischen Wald etwa 2,5 Kilometer nördlich von Kirchberg im Wald.

## Unternehmertum
In Obernaglbach sind einige Unternehmen ansässig, unter anderem das IT-Dienstleistungs-Unternehmen SKRIME und das Sägewerk Neumeier.